# 셜록홈즈 - 녹색옷의 여인
셜록홈즈 - 녹색옷의 여인(Sherlock Holmes and the Woman in Green)은 미국에서 제작된 로이 윌리엄 네일 감독의 1945년 스릴러 영화이다. 배질 라스본 등이 주연으로 출연하였고 로이 윌리엄 네일 등이 제작에 참여하였다.

## 출연

### 주연
- 배질 라스본
- 나이젤 브루스

### 조연
- 힐러리 브룩
- 헨리 다니엘
- 폴 카바나흐
- 매튜 불톤
- 프레더릭 워록
- 샐리 셰퍼드
- 메리 고든

## 제작진
- 세트: 러셀 A. 고스맨